# Мадисън (окръг, Айдахо)
Вижте пояснителната страница за други значения на Мадисън.
Окръг Мадисън (на английски: Madison County) е окръг в щата Айдахо, Съединени американски щати. Площта му е 1226 km² (0,57% от площта на щата, 42-ро място по големина). Население – 39 141 души (2017), 2,39% от населението на щата, гъстота 31,9 души/km². Административен център град Рексбърг.
Окръгът е разположен в югоизточната част на щата. Граничи със следните окръзи: на югозапад – Джеферсън, на север – Фримонт, на изток – Титон, на юг – Бонвил. В западната и северната част на окръга релефът е равнинен, зает от горната част на обширната равнина на река Снейк с надморска височина от 1450 до 1750 m. В югоиизточната част на окръга се простират северните разклонения на хребета Снейк Ривър (връх  Аргумент 7943 f, 2421 m). На югозапад, по границата с окръг Джеферсън протича малък участък от горното течение на река Снейк (ляв приток на Колумбия), в която от дясно се влива река Хенрис с левия си приток Титон.
Най-голям град в окръга е административният център Рексбърг 25 484 души (2010 г.), а втори по големина е град Шугар Сити 1514 души (2010 г.). Останалите населени места са с население под 1000 души.
През окръга от юг-югозапад на север-североизток, в т.ч. и през административния център Рексбърг, на протежение от 15 мили (24,1 km), преминава участък от Междущатско шосе .
Окръгът е образуван на 18 февруари 1913 г. и е наименуван в чест на 4-тия президент на САЩ Джеймс Мадисън.